# Asplenium vallisclausae
Asplenium vallisclausae là một loài dương xỉ trong họ Aspleniaceae. Loài này được Req. mô tả khoa học đầu tiên năm 1813.
Danh pháp khoa học của loài này chưa được làm sáng tỏ. 